# Holcobius hawaiiensis
Holcobius hawaiiensis är en skalbaggsart som beskrevs av Perkins 1910. Holcobius hawaiiensis ingår i släktet Holcobius och familjen trägnagare. Inga underarter finns listade i Catalogue of Life.